# Follebu
Follebu is een plaats in de Noorse gemeente Gausdal, provincie Innlandet. Het telt 993 inwoners (2007) en heeft een oppervlakte van 1,21 km². Het landschap in Follebu is redelijk vlak en open, vooral in vergelijking met de omliggende regio. De kerk van Follebu werd gebouwd in gotische stijl tussen 1260 en 1300.